# Systaria
Systaria là một chi nhện trong họ Miturgidae.